# Спид (Канзас)
Спид (енгл. Speed) град је у америчкој савезној држави Канзас.

## Демографија
По попису из 2010. године број становника је 37, што је 7 (-15,9%) становника мање него 2000. године.
| Група             | 2000.      | 2010.      |
| Белци             | 43 (97,7%) | 34 (91,9%) |
| Афроамериканци    | 0 (0,0%)   | 0 (0,0%)   |
| Азијати           | 0 (0,0%)   | 0 (0,0%)   |
| Хиспаноамериканци | 1 (2,3%)   | 3 (8,1%)   |
| Укупно            | 44         | 37         |